# Eduardo Paím
Eduardo Paím (Brazavile, República do Congo, 14 de abril de 1964) é um músico angolano, que exerceu uma grande influência no circuito musical angolano na década de 80, surgindo no início da década de 90 em Portugal, como um dos mais influentes criadores do gênero musical conhecido como Kizomba. Em 2016 o Nirvana Studios homenageou Eduardo com uma estrela no Muro da Fama.

## Biografia
Em Angola o ponto alto da sua carreira passa pelo grupo “SOS”, que em 1987 estava no auge, e disputava a atenção da juventude com o “Affra Sound Stars". Nasceu, então, “Carnaval”, tema escrito por Eduardo Paím.
Carlos Alberto Flores, Cabé, de Portugal, convidou Eduardo Paím para ser produtor do disco do seu filho Paulo Flores.
Na época Eduardo Paim tinha trabalhado com cantores que fizeram sucesso na praça musical angolana tais como Jacinto Tchipa, Dyabik, entre outros. Este convite alterou os planos do Cantor que em 1988 ruma para Diáspora (Portugal) .
Um ano mais tarde, estava aberta a estrada do sucesso. Em 1990, atinge notoriedade no mercado português, com o disco “Luanda, Minha Banda”.
O ponto mais alto da sua carreira mundial foi com a segunda obra, “Do Kayaya”. Paim recebeu o seu primeiro “disco de Ouro”, por vendas superiores a 50 mil cópias. No terceiro disco, “Kambuengo”, com a música “Rosa Baila”, chegou ao quarto lugar do top: “estava nas rádios e na televisão. Eduardo Paim parou o trânsito em Portugal”.
De volta a Angola em um espectáculo em Luanda chamado feira popular, o apresentador anunciou a subida de Eduardo Paim ao palco e pediu “palmas para um General da música angolana”. O público gritou em coro “General General General ”
Assim se explica por que muitos lhe chamam também “General Kambuengo”.
Em mais de 30 anos de carreira, Eduardo Paím Fernando da Silva editou:
1- “Luanda, Minha Banda”, 1991
2- “Novembro” (1991)
3- “Do Kayaya” (1992)
4- “Kambuengo” (1993)
5- “Kanela” (1994)
6- “Ainda a Tempo” (1995)
7- “Mujimbos” (1998)
8- “Maruvo na Taça” (2006)
9- “Kambuengo” (2014)
10- “Etu Mu Dietu” (2015)
10- “Maruvo Na Taça” (2015)

## Músicas de maior sucesso
Álbum Luanda Minha Banda
1- Eduardo Paim — A Minha Vizinha
2- Eduardo Paim — Kizomba
3- Eduardo Paim — Luanda Minha Banda
4- Eduardo Paim — Nagibo
5- Eduardo Paim — Ku Tonoca
6- Eduardo Paim — É Tão Bom
7- Eduardo Paim — Mãe
8- Eduardo Paim — Kizombada
9- Eduardo Paim — Boazuda È
Álbum Do Kayaya
1- Eduardo Paim — P'ra Nguenda
2- Eduardo Paim — Esse Muadié
3- Eduardo Paim — Do Kaiaia
4- Eduardo Paim — N`zambi Za
5- Eduardo Paim — Foi Aqui
6- Eduardo Paim — Ai Se Te Agarro
7- Eduardo Paim — São Saudades
Álbum Kambuengo
1- Eduardo Paim — Vem Vem Amor
2- Eduardo Paim — Coração Partido
3- Eduardo Paim — Issawa
4- Eduardo Paim — Maravilha de Ilha
5- Eduardo Paim — Agora Aguenta
6- Dona Kuribota (Linguaruda)
7- Truques de Fioko-Fioko
8- Eduardo Paim — Rosa Baila
9- Eduardo Paim — Esse Madié
10- Eduardo Paim — Xinguila
11- Eduardo Paim — Morena de Angola
12- Eduardo Paim — Aiwé Papá